# 賴恩鎮區 (北達科他州拉穆爾縣)
賴恩鎮區（英語：Ryan Township）是位於美國北達科他州拉穆爾縣的一個鎮區。

## 地方資料
賴恩鎮區的面積為92.91平方千米，當中陸地面積為92.17平方千米，而水域面積為0.74平方千米。根據2020年美國人口普查的數據，當地共有人口63人，而人口密度為每平方千米0.68人。